# Balin
Balin (2763–2994 T. v.) je trpaslík vystupující v knize Hobit aneb cesta tam a zase zpátky a je zmíněn také v trilogii Pán prstenů od J.R.R. Tolkiena. V knize Hobit se účastní výpravy svého příbuzného Thorina Pavézy, která má za cíl zabití draka Šmaka a obnovení Království pod Horou. Bojoval v bitvě pěti armád a stal se velice dobrým přítelem hobita Bilba Pytlíka. V roce 2989 odvádí z Ereboru výpravu trpaslíků do zpustlé Morie. Jeho družina však selže a Balin je roku 2994 skřety zabit. V knize Společenstvo prstenu objeví společenstvo jeho náhrobek.

## Život

### Mládí
Balin pocházel z nejstarší čeledi trpaslíků, Durinova lidu. Byl synem Fundina, který sídlil v hoře Erebor v dobách její největší slávy. V roce 2769 je však Osamělá hora napadena Šmakem, obrovským drakem ze severních pouští. Mnoho trpaslíků je při útoku zabito, zbytek se rozprchnul. Mladičkému Balinovi tenkrát bylo sedm let a pravděpodobně následoval svého otce Fundina, který doprovázel dědice Durinova lidu Thráina II. do vyhnanství na Vrchovinu. V roce 2799 umírá Balinův otec Fundin v bitvě v Azanulbizaru a Balin odchází spolu se zbytkem roztroušeného lidu do hor Ered Luin na východě.

### Obnovení Království pod Horou
V srdcích trpaslíků v Modrých horách se po letech znovu ozval stesk po jejich sídle pod Osamělou horou. Thorin II. zvaný Pavéza shromáždí 13 svých společníků, mezi kterými byl i Balin, a spolu s čarodějem Gandalfem a hobitem Bilbem podniká výpravu na východ k Osamělé hoře. Družině se po mnoha dobrodružstvích podaří vyhnat draka a znovu založit Království pod Horou. Dojde k bitvě pěti armád, ve které je smrtelně zraněn Durinův dědic Thorin. Trpasličím králem se poté stává Thorinův bratranec Dáin II. Balin se stejně jako většina trpaslíků usazuje v Ereboru. Jako jediný z Thorinovy výpravy podruhé navštěvuje Bilba v jeho noře v Kraji.

### Výprava do Morie

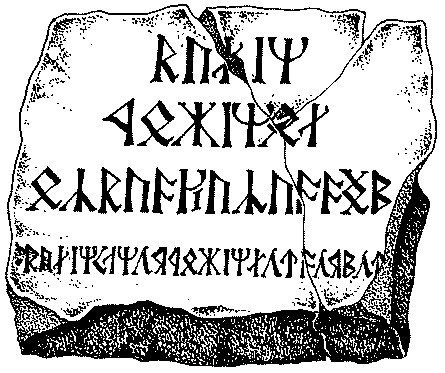
Balinův náhrobek

Balin snil o znovuosídlení nejstaršího trpasličího města Khazad-dûm. V roce 2989 proto vede malou družinu svých příbuzných do temných síní dávno opuštěného trpasličího sídla. Na cestě ho mimo jiné doprovázeli jeho bratranec Óin, dále Flói, Ori, Frár, Lóni a Náli. Výpravě se podaří v Morii nakrátko usadit a Balin se tehdy prohlašuje „Pánem Morie“. Je však ze zálohy zastřelen skřetím lučištníkem v roce 2994. Přesila skřetů poté postupně všechny trpaslíky zahubí.

## Balinův náhrobek
Balinovo tělo zbývající trpaslíci uložili v komnatě Mazarbul, kde kladli poslední zoufalý odpor. Na Balinově náhrobku bylo trpasličími runami vytesáno: „Balin Fundinul Uzbad Khazad-Dumu“, což v překladu znamená: „Balin syn Fundinův, Pán Morie“. Při průchodu doly Morie objevuje Balinův náhrobek Společenstvo prstenu. Velice těžce nesl zprávu o smrti bratrance svého otce trpaslík Gimli, syn Glóinův.

## Rodokmen
|       |       |       |       |        |        |        |        |        |        | Farin  |        |        |        |  |  |     |     |       |       |       |       |       |       |       |       |       |       |       |       |
|       |       |       |       |        |        |        |        |        |        |        |        |        |        |  |  |     |     |       |       |       |       |       |       |       |       |       |       |       |       |
|       |       |       |       |        |        |        |        |        |        |        |        |        |        |  |  |     |     |       |       |       |       |       |       |       |       |       |       |       |       |
|       |       |       |       |        |        |        |        |        |        |        |        |        |        |  |  |     |     |       |       |       |       |       |       |       |       |       |       |       |       |
|       |       |       |       | Fundin | Fundin | Fundin | Fundin | Fundin | Fundin |        |        |        |        |  |  |     |     | Gróin | Gróin | Gróin | Gróin | Gróin | Gróin |       |       |       |       |       |       |
|       |       |       |       | Fundin | Fundin | Fundin | Fundin | Fundin | Fundin |        |        |        |        |  |  |     |     | Gróin | Gróin | Gróin | Gróin | Gróin | Gróin |       |       |       |       |       |       |
|       |       |       |       |        |        |        |        |        |        |        |        |        |        |  |  |     |     |       |       |       |       |       |       |       |       |       |       |       |       |
|       |       |       |       |        |        |        |        |        |        |        |        |        |        |  |  |     |     |       |       |       |       |       |       |       |       |       |       |       |       |
| Balin | Balin | Balin | Balin | Balin  | Balin  |        |        | Dvalin | Dvalin | Dvalin | Dvalin | Dvalin | Dvalin |  |  | Óin | Óin | Óin   | Óin   | Óin   | Óin   |       |       | Glóin | Glóin | Glóin | Glóin | Glóin | Glóin |
| Balin | Balin | Balin | Balin | Balin  | Balin  |        |        | Dvalin | Dvalin | Dvalin | Dvalin | Dvalin | Dvalin |  |  | Óin | Óin | Óin   | Óin   | Óin   | Óin   |       |       | Glóin | Glóin | Glóin | Glóin | Glóin | Glóin |
|       |       |       |       |        |        |        |        |        |        |        |        |        |        |  |  |     |     |       |       |       |       |       |       |       |       |       |       |       |       |
|       |       |       |       |        |        |        |        |        |        |        |        |        |        |  |  |     |     |       |       |       |       |       |       |       |       |       |       |       |       |
|       |       |       |       |        |        |        |        |        |        |        |        |        |        |  |  |     |     |       |       |       |       | Gimli |       |       |       |       |       |       |       |
|       |       |       |       |        |        |        |        |        |        |        |        |        |        |  |  |     |     |       |       |       |       |       |       |       |       |       |       |       |       |